# Good Hope (Ohio)
Good Hope – jednostka osadnicza w Stanach Zjednoczonych, w stanie Ohio, w hrabstwie Fayette.